# Przeciętne wynagrodzenie

Przeciętne miesięczne realne wynagrodzenie brutto w krajach OECD (dane wyrażono w USD według parytetu siły nabywczej w cenach stałych)

Przeciętne wynagrodzenie – średnia płaca (w danym kraju, sektorze gospodarki, przedsiębiorstwie). Przeciętne wynagrodzenie oblicza się, dzieląc wynagrodzenia naliczone za okres sprawozdawczy przez liczbę pracowników, z wyłączeniem osób przebywających na urlopie macierzyńskim.

## Przeciętne wynagrodzenie w Polsce

### Obliczanie
Przeciętne wynagrodzenie w Polsce obliczane jest przez Główny Urząd Statystyczny. GUS cyklicznie publikuje kilka rodzajów danych o przeciętnych wynagrodzeniach, dotyczących różnych obszarów gospodarki, z których najszerszy wskaźnik to przeciętne wynagrodzenie w gospodarce narodowej. Dane o przeciętnych wynagrodzeniach od 1992 r. podawane są w ujęciu brutto tj. razem z podatkiem dochodowym PIT, a od 1999 r. razem ze składkami na obowiązkowe ubezpieczenie emerytalne, rentowe i chorobowe.

### W gospodarce narodowej

Wskaźnik przeciętnych wynagrodzeń realnych w stosunku do 1995 r.

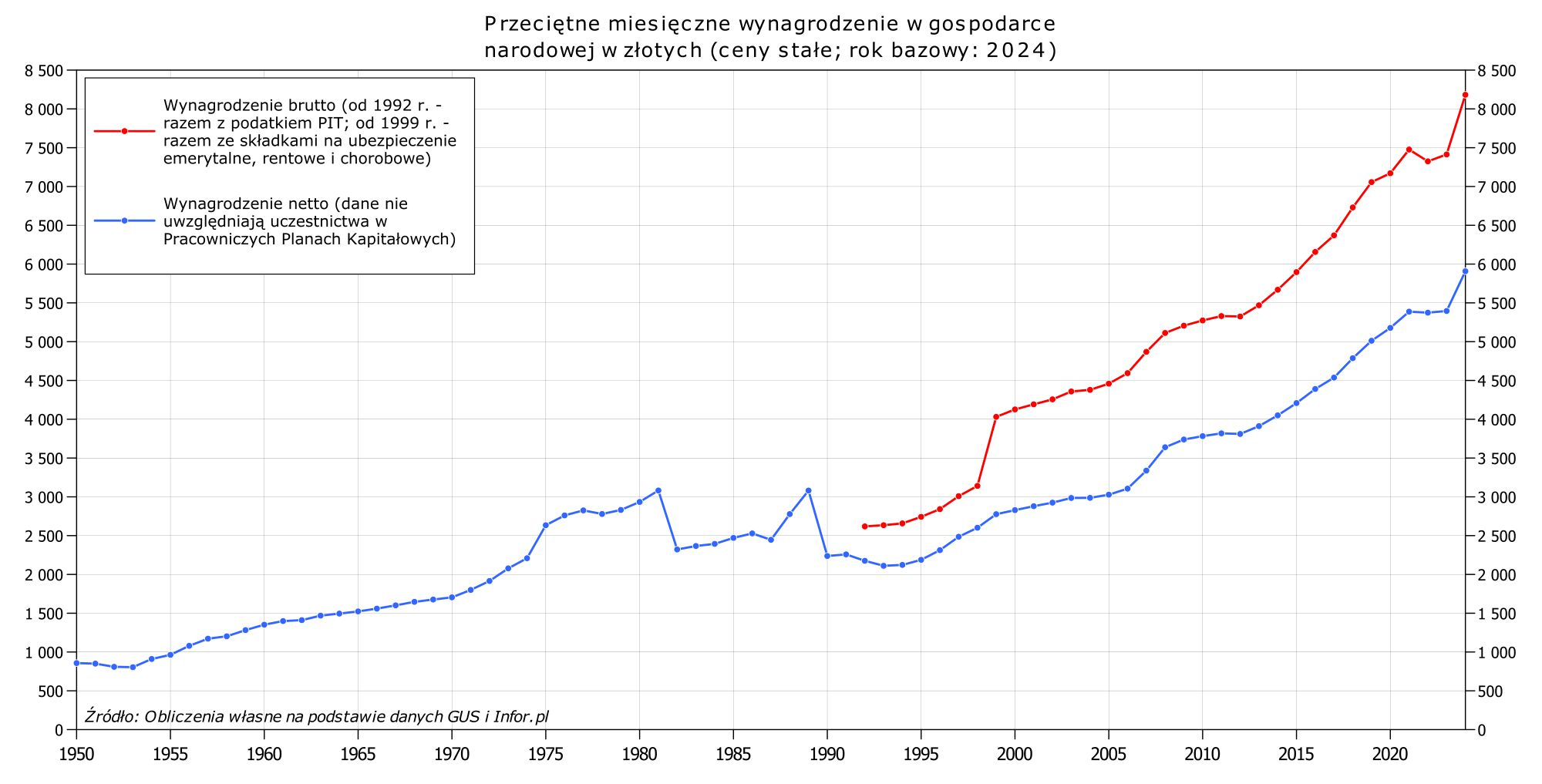
Przeciętne miesięczne wynagrodzenie w gospodarce narodowej od 1950 roku (w cenach stałych)

Obejmuje wszystkie podmioty gospodarki narodowej, w tym jednostki o liczbie pracujących do 9 osób.
Dane o tym przeciętnym wynagrodzeniu dotyczą pełnozatrudnionych i niepełnozatrudnionych w przeliczeniu na pełnozatrudnionych. GUS oblicza przeciętne wynagrodzenie w gospodarce narodowej, przyjmując:
- wynagrodzenia osobowe bez wynagrodzeń osób wykonujących pracę nakładczą, uczniów oraz osób zatrudnionych za granicą,
- wypłaty z tytułu udziału w zysku do podziału i w nadwyżce bilansowej w spółdzielniach,
- dodatkowe wynagrodzenia roczne dla pracowników jednostek sfery budżetowej,
- honoraria wypłacone niektórym grupom pracowników za prace wynikające z umowy o pracę np. dziennikarzom[3]

Dane o przeciętnym wynagrodzeniu w gospodarce narodowej są publikowane kwartalnie, a w lutym za cały poprzedni rok. W 2018 r. wyniosło ono 4 585,03 zł brutto (około 3 261 zł netto).
|      | Wskaźnik przeciętnych miesięcznych wynagrodzeń realnych | Wskaźnik przeciętnych miesięcznych wynagrodzeń realnych | Wskaźnik przeciętnych miesięcznych wynagrodzeń realnych | Wskaźnik przeciętnych miesięcznych wynagrodzeń realnych | Wskaźnik przeciętnych miesięcznych wynagrodzeń realnych |
| Rok  | Netto                                                   | Netto                                                   | Brutto                                                  | Brutto                                                  |                                                         |
| Rok  | 1995 = 100                                              | Rok poprzedni = 100                                     | 1995 = 100                                              | Rok poprzedni = 100                                     |                                                         |
| ---- | ------------------------------------------------------- | ------------------------------------------------------- | ------------------------------------------------------- | ------------------------------------------------------- | ------------------------------------------------------- |
| 1955 | 56,0                                                    | —                                                       | —                                                       | —                                                       |                                                         |
| 1956 | 62,4                                                    | 111,6                                                   | —                                                       | —                                                       |                                                         |
| 1957 | 67,6                                                    | 108,3                                                   | —                                                       | —                                                       |                                                         |
| 1958 | 69,8                                                    | 103,3                                                   | —                                                       | —                                                       |                                                         |
| 1959 | 73,3                                                    | 105,1                                                   | —                                                       | —                                                       |                                                         |
| 1960 | 72,2                                                    | 98,5                                                    | —                                                       | —                                                       |                                                         |
| 1961 | 74,1                                                    | 102,6                                                   | —                                                       | —                                                       |                                                         |
| 1962 | 74,4                                                    | 100,4                                                   | —                                                       | —                                                       |                                                         |
| 1963 | 76,2                                                    | 102,4                                                   | —                                                       | —                                                       |                                                         |
| 1964 | 77,8                                                    | 102,1                                                   | —                                                       | —                                                       |                                                         |
| 1965 | 77,8                                                    | 100,0                                                   | —                                                       | —                                                       |                                                         |
| 1966 | 80,4                                                    | 103,3                                                   | —                                                       | —                                                       |                                                         |
| 1967 | 82,4                                                    | 102,5                                                   | —                                                       | —                                                       |                                                         |
| 1968 | 83,5                                                    | 101,3                                                   | —                                                       | —                                                       |                                                         |
| 1969 | 84,8                                                    | 101,7                                                   | —                                                       | —                                                       |                                                         |
| 1970 | 86,3                                                    | 101,7                                                   | —                                                       | —                                                       |                                                         |
| 1971 | 91,1                                                    | 105,7                                                   | —                                                       | —                                                       |                                                         |
| 1972 | 97,0                                                    | 106,4                                                   | —                                                       | —                                                       |                                                         |
| 1973 | 105,4                                                   | 108,7                                                   | —                                                       | —                                                       |                                                         |
| 1974 | 112,3                                                   | 106,6                                                   | —                                                       | —                                                       |                                                         |
| 1975 | 122,0                                                   | 108,5                                                   | —                                                       | —                                                       |                                                         |
| 1976 | 127,4                                                   | 104,5                                                   | —                                                       | —                                                       |                                                         |
| 1977 | 130,5                                                   | 102,4                                                   | —                                                       | —                                                       |                                                         |
| 1978 | 127,6                                                   | 97,8                                                    | —                                                       | —                                                       |                                                         |
| 1979 | 130,4                                                   | 102,2                                                   | —                                                       | —                                                       |                                                         |
| 1980 | 135,6                                                   | 103,9                                                   | —                                                       | —                                                       |                                                         |
| 1981 | 138,7                                                   | 102,3                                                   | —                                                       | —                                                       |                                                         |
| 1982 | 104,1                                                   | 75,1                                                    | —                                                       | —                                                       |                                                         |
| 1983 | 105,3                                                   | 101,1                                                   | —                                                       | —                                                       |                                                         |
| 1984 | 105,8                                                   | 100,5                                                   | —                                                       | —                                                       |                                                         |
| 1985 | 109,9                                                   | 103,8                                                   | —                                                       | —                                                       |                                                         |
| 1986 | 112,8                                                   | 102,6                                                   | —                                                       | —                                                       |                                                         |
| 1987 | 108,8                                                   | 96,5                                                    | —                                                       | —                                                       |                                                         |
| 1988 | 124,5                                                   | 114,4                                                   | —                                                       | —                                                       |                                                         |
| 1989 | 135,7                                                   | 109,0                                                   | —                                                       | —                                                       |                                                         |
| 1990 | 102,6                                                   | 75,6                                                    | —                                                       | —                                                       |                                                         |
| 1991 | 102,3                                                   | 99,7                                                    | —                                                       | —                                                       |                                                         |
| 1992 | 99,5                                                    | 97,3                                                    | 96,0                                                    | —                                                       |                                                         |
| 1993 | 96,6                                                    | 97,1                                                    | 95,7                                                    | 99,7                                                    |                                                         |
| 1994 | 97,1                                                    | 100,5                                                   | 97,2                                                    | 101,7                                                   |                                                         |
| 1995 | 100,0                                                   | 103,0                                                   | 100,0                                                   | 102,8                                                   |                                                         |
| 1996 | 105,7                                                   | 105,7                                                   | 105,5                                                   | 105,5                                                   |                                                         |
| 1997 | 113,4                                                   | 107,3                                                   | 111,7                                                   | 105,9                                                   |                                                         |
| 1998 | 118,5                                                   | 104,5                                                   | 115,5                                                   | 103,3                                                   |                                                         |
| 1999 | —                                                       | —                                                       | 120,9                                                   | 104,7                                                   |                                                         |
| 2000 | —                                                       | —                                                       | 122,1                                                   | 101,0                                                   |                                                         |
| 2001 | —                                                       | —                                                       | 125,1                                                   | 102,5                                                   |                                                         |
| 2002 | —                                                       | —                                                       | 126,0                                                   | 100,7                                                   |                                                         |
| 2003 | —                                                       | —                                                       | 130,2                                                   | 103,4                                                   |                                                         |
| 2004 | —                                                       | —                                                       | 131,1                                                   | 100,7                                                   |                                                         |
| 2005 | —                                                       | —                                                       | 133,4                                                   | 101,8                                                   |                                                         |
| 2006 | —                                                       | —                                                       | 138,8                                                   | 104,0                                                   |                                                         |
| 2007 | —                                                       | —                                                       | 146,4                                                   | 105,5                                                   |                                                         |
| 2008 | —                                                       | —                                                       | 154,9                                                   | 105,9                                                   |                                                         |
| 2009 | —                                                       | —                                                       | 158,0                                                   | 102,0                                                   |                                                         |
| 2010 | —                                                       | —                                                       | 160,2                                                   | 101,4                                                   |                                                         |
| 2011 | —                                                       | —                                                       | 162,4                                                   | 101,4                                                   |                                                         |
| 2012 | —                                                       | —                                                       | 162,6                                                   | 100,1                                                   |                                                         |
| 2013 | —                                                       | —                                                       | 167,2                                                   | 102,8                                                   |                                                         |
| 2014 | —                                                       | —                                                       | 172,6                                                   | 103,2                                                   |                                                         |
| 2015 | —                                                       | —                                                       | 180,4                                                   | 104,5                                                   |                                                         |
| 2016 | —                                                       | —                                                       | 188,2                                                   | 104,3                                                   |                                                         |
| 2017 | —                                                       | —                                                       | 195,2                                                   | 103,7                                                   |                                                         |
| 2018 | —                                                       | —                                                       | 205,7                                                   | 105,4                                                   |                                                         |
| 2019 | —                                                       | —                                                       | 215,6                                                   | 104,8                                                   |                                                         |
| 2020 | —                                                       | —                                                       | 221,9                                                   | 102,9                                                   |                                                         |
| 2021 | —                                                       | —                                                       | 229,2                                                   | 103,3                                                   |                                                         |
| 2022 | —                                                       | —                                                       | 224,5                                                   | 97,9                                                    |                                                         |

|      | Wskaźniki cen towarów i usług konsumpcyjnych w latach 1950–2022 | Wskaźniki cen towarów i usług konsumpcyjnych w latach 1950–2022 | Przeciętne miesięczne wynagrodzenie w gospodarce narodowej w latach 1950-2022 | Przeciętne miesięczne wynagrodzenie w gospodarce narodowej w latach 1950-2022 | Przeciętne miesięczne wynagrodzenie w gospodarce narodowej w latach 1950-2022 | Przeciętne miesięczne wynagrodzenie w gospodarce narodowej w latach 1950-2022 |
| Rok  | Przy podstawie rok poprzedni = 1                                | Przy podstawie rok 2022 = 1                                     | Netto                                                                         | Netto                                                                         | Brutto                                                                        | Brutto                                                                        |
| Rok  | Przy podstawie rok poprzedni = 1                                | Przy podstawie rok 2022 = 1                                     | W cenach bieżących                                                            | W cenach stałych (rok bazowy: 2022)                                           | W cenach bieżących                                                            | W cenach stałych (rok bazowy: 2022)                                           |
| ---- | --------------------------------------------------------------- | --------------------------------------------------------------- | ----------------------------------------------------------------------------- | ----------------------------------------------------------------------------- | ----------------------------------------------------------------------------- | ----------------------------------------------------------------------------- |
| 1950 | 1,075                                                           | 0,7419                                                          | 551                                                                           | 742,68                                                                        | —                                                                             | —                                                                             |
| 1951 | 1,096                                                           | 0,8131                                                          | 599                                                                           | 736,66                                                                        | —                                                                             | —                                                                             |
| 1952 | 1,144                                                           | 0,9302                                                          | 652                                                                           | 700,91                                                                        | —                                                                             | —                                                                             |
| 1953 | 1,419                                                           | 1,3200                                                          | 920                                                                           | 696,98                                                                        | —                                                                             | —                                                                             |
| 1954 | 0,937                                                           | 1,2368                                                          | 975                                                                           | 788,31                                                                        | —                                                                             | —                                                                             |
| 1955 | 0,976                                                           | 1,2071                                                          | 1 008                                                                         | 835,03                                                                        | —                                                                             | —                                                                             |
| 1956 | 0,990                                                           | 1,1951                                                          | 1 118                                                                         | 935,51                                                                        | —                                                                             | —                                                                             |
| 1957 | 1,054                                                           | 1,2596                                                          | 1 279                                                                         | 1 015,40                                                                      | —                                                                             | —                                                                             |
| 1958 | 1,027                                                           | 1,2936                                                          | 1 348                                                                         | 1 042,04                                                                      | —                                                                             | —                                                                             |
| 1959 | 1,011                                                           | 1,3078                                                          | 1 453                                                                         | 1 110,99                                                                      | —                                                                             | —                                                                             |
| 1960 | 1,018                                                           | 1,3314                                                          | 1 560                                                                         | 1 171,71                                                                      | —                                                                             | —                                                                             |
| 1961 | 1,007                                                           | 1,3407                                                          | 1 625                                                                         | 1 212,05                                                                      | —                                                                             | —                                                                             |
| 1962 | 1,025                                                           | 1,3742                                                          | 1 680                                                                         | 1 222,51                                                                      | —                                                                             | —                                                                             |
| 1963 | 1,008                                                           | 1,3852                                                          | 1 763                                                                         | 1 272,72                                                                      | —                                                                             | —                                                                             |
| 1964 | 1,012                                                           | 1,4018                                                          | 1 816                                                                         | 1 295,44                                                                      | —                                                                             | —                                                                             |
| 1965 | 1,009                                                           | 1,4145                                                          | 1 867                                                                         | 1 319,94                                                                      | —                                                                             | —                                                                             |
| 1966 | 1,012                                                           | 1,4314                                                          | 1 934                                                                         | 1 351,10                                                                      | —                                                                             | —                                                                             |
| 1967 | 1,015                                                           | 1,4529                                                          | 2 016                                                                         | 1 387,57                                                                      | —                                                                             | —                                                                             |
| 1968 | 1,016                                                           | 1,4761                                                          | 2 106                                                                         | 1 426,69                                                                      | —                                                                             | —                                                                             |
| 1969 | 1,014                                                           | 1,4968                                                          | 2 174                                                                         | 1 452,42                                                                      | —                                                                             | —                                                                             |
| 1970 | 1,011                                                           | 1,5133                                                          | 2 235                                                                         | 1 476,92                                                                      | —                                                                             | —                                                                             |
| 1971 | 0,999                                                           | 1,5118                                                          | 2 358                                                                         | 1 559,76                                                                      | —                                                                             | —                                                                             |
| 1972 | 1,000                                                           | 1,5118                                                          | 2 509                                                                         | 1 659,65                                                                      | —                                                                             | —                                                                             |
| 1973 | 1,028                                                           | 1,5541                                                          | 2 798                                                                         | 1 800,40                                                                      | —                                                                             | —                                                                             |
| 1974 | 1,071                                                           | 1,6644                                                          | 3 185                                                                         | 1 913,56                                                                      | —                                                                             | —                                                                             |
| 1975 | 1,030                                                           | 1,7144                                                          | 3 913                                                                         | 2 282,47                                                                      | —                                                                             | —                                                                             |
| 1976 | 1,044                                                           | 1,7898                                                          | 4 281                                                                         | 2 391,88                                                                      | —                                                                             | —                                                                             |
| 1977 | 1,049                                                           | 1,8775                                                          | 4 596                                                                         | 2 447,93                                                                      | —                                                                             | —                                                                             |
| 1978 | 1,081                                                           | 2,0296                                                          | 4 887                                                                         | 2 407,89                                                                      | —                                                                             | —                                                                             |
| 1979 | 1,070                                                           | 2,1717                                                          | 5 327                                                                         | 2 452,97                                                                      | —                                                                             | —                                                                             |
| 1980 | 1,094                                                           | 2,3758                                                          | 6 040                                                                         | 2 542,32                                                                      | —                                                                             | —                                                                             |
| 1981 | 1,212                                                           | 2,8795                                                          | 7 689                                                                         | 2 670,30                                                                      | —                                                                             | —                                                                             |
| 1982 | 2,008                                                           | 5,7819                                                          | 11 631                                                                        | 2 011,61                                                                      | —                                                                             | —                                                                             |
| 1983 | 1,221                                                           | 7,0598                                                          | 14 475                                                                        | 2 050,36                                                                      | —                                                                             | —                                                                             |
| 1984 | 1,150                                                           | 8,1187                                                          | 16 838                                                                        | 2 073,97                                                                      | —                                                                             | —                                                                             |
| 1985 | 1,151                                                           | 9,345                                                           | 20 005                                                                        | 2 140,80                                                                      | —                                                                             | —                                                                             |
| 1986 | 1,177                                                           | 10,999                                                          | 24 095                                                                        | 2 190,73                                                                      | —                                                                             | —                                                                             |
| 1987 | 1,252                                                           | 13,770                                                          | 29 184                                                                        | 2 119,34                                                                      | —                                                                             | —                                                                             |
| 1988 | 1,602                                                           | 22,060                                                          | 53 090                                                                        | 2 406,62                                                                      | —                                                                             | —                                                                             |
| 1989 | 3,511                                                           | 77,453                                                          | 206 758                                                                       | 2 669,47                                                                      | —                                                                             | —                                                                             |
| 1990 | 6,858                                                           | 531,17                                                          | 1 029 637                                                                     | 1 938,43                                                                      | —                                                                             | —                                                                             |
| 1991 | 1,703                                                           | 904,6                                                           | 1 770 000                                                                     | 1 956,70                                                                      | —                                                                             | —                                                                             |
| 1992 | 1,430                                                           | 1293,6                                                          | 2 438 600                                                                     | 1 885,19                                                                      | 2 935 000                                                                     | 2 268,94                                                                      |
| 1993 | 1,353                                                           | 1750,2                                                          | 3 201 500                                                                     | 1 829,24                                                                      | 3 995 000                                                                     | 2 282,62                                                                      |
| 1994 | 1,322                                                           | 2313,7                                                          | 4 254 900                                                                     | 1 838,97                                                                      | 5 328 000                                                                     | 2 302,77                                                                      |
| 1995 | 1,278                                                           | 0,2957                                                          | 560,60                                                                        | 1 895,87                                                                      | 702,62                                                                        | 2 376,16                                                                      |
| 1996 | 1,199                                                           | 0,3545                                                          | 710,46                                                                        | 2 003,90                                                                      | 873,00                                                                        | 2 462,35                                                                      |
| 1997 | 1,149                                                           | 0,4074                                                          | 877,29                                                                        | 2 153,57                                                                      | 1 061,93                                                                      | 2 606,82                                                                      |
| 1998 | 1,118                                                           | 0,4554                                                          | 1 026,70                                                                      | 2 254,33                                                                      | 1 239,49                                                                      | 2 721,55                                                                      |
| 1999 | 1,073                                                           | 0,4887                                                          | 1 175,58                                                                      | 2 405,62                                                                      | 1 706,74                                                                      | 3 492,54                                                                      |
| 2000 | 1,101                                                           | 0,5380                                                          | 1 318,67                                                                      | 2 450,89                                                                      | 1 923,81                                                                      | 3 575,60                                                                      |
| 2001 | 1,055                                                           | 0,5676                                                          | 1 416,17                                                                      | 2 494,88                                                                      | 2 061,85                                                                      | 3 632,38                                                                      |
| 2002 | 1,019                                                           | 0,5784                                                          | 1 466,00                                                                      | 2 534,51                                                                      | 2 133,21                                                                      | 3 688,03                                                                      |
| 2003 | 1,008                                                           | 0,5830                                                          | 1 508,20                                                                      | 2 586,78                                                                      | 2 201,47                                                                      | 3 775,83                                                                      |
| 2004 | 1,035                                                           | 0,6034                                                          | 1 561,85                                                                      | 2 588,21                                                                      | 2 289,57                                                                      | 3 794,14                                                                      |
| 2005 | 1,021                                                           | 0,6161                                                          | 1 616,36                                                                      | 2 623,44                                                                      | 2 380,29                                                                      | 3 863,35                                                                      |
| 2006 | 1,010                                                           | 0,6223                                                          | 1 674,54                                                                      | 2 690,96                                                                      | 2 477,23                                                                      | 3 980,88                                                                      |
| 2007 | 1,025                                                           | 0,6378                                                          | 1 844,90                                                                      | 2 892,42                                                                      | 2 691,03                                                                      | 4 218,98                                                                      |
| 2008 | 1,042                                                           | 0,6646                                                          | 2 095,65                                                                      | 3 153,11                                                                      | 2 943,88                                                                      | 4 429,36                                                                      |
| 2009 | 1,035                                                           | 0,6879                                                          | 2 228,57                                                                      | 3 239,71                                                                      | 3 102,96                                                                      | 4 510,83                                                                      |
| 2010 | 1,026                                                           | 0,7058                                                          | 2 312,98                                                                      | 3 277,22                                                                      | 3 224,98                                                                      | 4 569,41                                                                      |
| 2011 | 1,043                                                           | 0,7361                                                          | 2 435,44                                                                      | 3 308,46                                                                      | 3 399,52                                                                      | 4 618,13                                                                      |
| 2012 | 1,037                                                           | 0,7634                                                          | 2 520,35                                                                      | 3 301,65                                                                      | 3 521,67                                                                      | 4 613,37                                                                      |
| 2013 | 1,009                                                           | 0,7702                                                          | 2 610,16                                                                      | 3 388,80                                                                      | 3 650,06                                                                      | 4 738,91                                                                      |
| 2014 | 1,000                                                           | 0,7702                                                          | 2 702,92                                                                      | 3 509,23                                                                      | 3 783,46                                                                      | 4 912,11                                                                      |
| 2015 | 0,991                                                           | 0,7633                                                          | 2 783,26                                                                      | 3 646,36                                                                      | 3 899,78                                                                      | 5 109,11                                                                      |
| 2016 | 0,994                                                           | 0,7587                                                          | 2 886,02                                                                      | 3 803,80                                                                      | 4 047,21                                                                      | 5 334,26                                                                      |
| 2017 | 1,020                                                           | 0,7739                                                          | 3 042,16                                                                      | 3 930,98                                                                      | 4 271,51                                                                      | 5 519,50                                                                      |
| 2018 | 1,016                                                           | 0,7863                                                          | 3 261,34                                                                      | 4 147,83                                                                      | 4 585,03                                                                      | 5 831,32                                                                      |
| 2019 | 1,023                                                           | 0,8044                                                          | 3 492,94                                                                      | 4 342,51                                                                      | 4 918,17                                                                      | 6 114,39                                                                      |
| 2020 | 1,034                                                           | 0,8317                                                          | 3 731,34                                                                      | 4 486,35                                                                      | 5 167,47                                                                      | 6 213,08                                                                      |
| 2021 | 1,051                                                           | 0,8741                                                          | 4 080,02                                                                      | 4 667,55                                                                      | 5 662,53                                                                      | 6 477,93                                                                      |
| 2022 | 1,144                                                           | 1,0000                                                          | 4 656,25                                                                      | 4 656,25                                                                      | 6 346,15                                                                      | 6 346,15                                                                      |

### W sektorze przedsiębiorstw
Część składowa przeciętnego wynagrodzenia w gospodarce narodowej. Obejmuje tylko podmioty, w których liczba pracujących przekracza 9 osób, prowadzące działalność gospodarczą w zakresie m.in.: leśnictwa, rybołówstwa, górnictwa, przetwórstwa przemysłowego, budownictwa, handlu, usług hotelarskich i gastronomicznych, naprawy pojazdów, transportu, informacji, komunikacji. W grudniu 2016 r. przeciętna liczba zatrudnionych w sektorze przedsiębiorstw wyniosła 5 798,9 tys. osób. Dane o przeciętnym wynagrodzeniu w sektorze przedsiębiorstw są publikowane co miesiąc, kwartalnie, a w styczniu za cały poprzedni rok. W 2016 r. wyniosło ono 4 277,03 zł brutto czyli było o 5,7% wyższe od przeciętnego wynagrodzenia w gospodarce narodowej ogółem (4 047,21 zł brutto). We wrześniu 2019 wyniosło 5 084,56 zł.

### W sektorze mikroprzedsiębiorstw
Część składowa przeciętnego wynagrodzenia w gospodarce narodowej. Obejmuje tylko podmioty o liczbie pracujących do 9 osób. W 2015 r. przeciętna liczba zatrudnionych na podstawie umowy o pracę w tych podmiotach wyniosła – 1 314,2 tys. osób, a liczba zatrudnionych ogółem – 3 764,2 tys. osób. GUS informuje o przeciętnym wynagrodzeniu w sektorze mikroprzedsiębiorstw co roku w publikacji: „Działalność gospodarcza przedsiębiorstw o liczbie
pracujących do 9 osób”. W całym 2015 r. przeciętne wynagrodzenie w sektorze mikroprzedsiębiorstw wyniosło 2 397 zł brutto czyli było o 38,5% niższe od przeciętnego wynagrodzenia w gospodarce narodowej ogółem (3 899,78 zł brutto w 2015 r.).

### Struktura wynagrodzeń

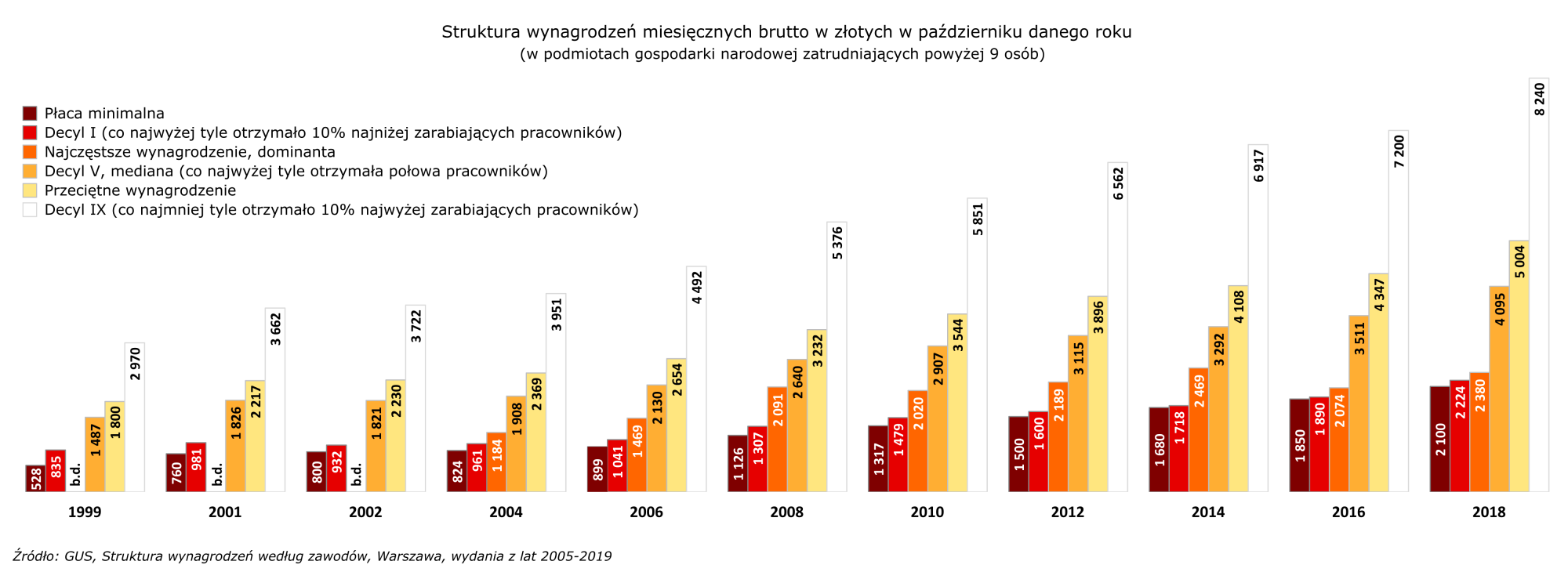
Struktura wynagrodzeń brutto w październiku danego roku (w jednostkach powyżej 9 osób).

Co 2 lata GUS publikuje dane o strukturze wynagrodzeń w październiku, ale w przeciwieństwie do przeciętnego wynagrodzenia w gospodarce narodowej ogółem badanie dotyczy tylko jednostek zatrudniających powyżej 9 osób.
| Struktura wynagrodzeń brutto według zawodów w październiku danego roku (w jednostkach zatrudniających powyżej 9 osób) | Struktura wynagrodzeń brutto według zawodów w październiku danego roku (w jednostkach zatrudniających powyżej 9 osób) | Struktura wynagrodzeń brutto według zawodów w październiku danego roku (w jednostkach zatrudniających powyżej 9 osób) | Struktura wynagrodzeń brutto według zawodów w październiku danego roku (w jednostkach zatrudniających powyżej 9 osób) | Struktura wynagrodzeń brutto według zawodów w październiku danego roku (w jednostkach zatrudniających powyżej 9 osób) | Struktura wynagrodzeń brutto według zawodów w październiku danego roku (w jednostkach zatrudniających powyżej 9 osób) | Struktura wynagrodzeń brutto według zawodów w październiku danego roku (w jednostkach zatrudniających powyżej 9 osób) |
| Rok | Minimalne wynagrodzenie ustawowe                                                                                      | Decyl pierwszy | Dominanta (najczęstsze wynagrodzenie, wartość modalna)                                                                | Decyl piąty (mediana, wynagrodzenie środkowe)                                                                         | Przeciętne wynagrodzenie                                                                                              | Decyl dziewiąty |
| --- | --- | --- | --- | --- | --- | --- |
| 1999 | 528,00 | 834,67 | b.d. | 1 486,91 | 1 800,31 | 2 969,65 |
| 2001 | 760,00 | 981,03 | b.d. | 1 825,92 | 2 216,55 | 3 662,12 |
| 2002 | 800,00 | 932,48 | b.d. | 1 820,73 | 2 229,80 | 3 721,87 |
| 2004 | 824,00 | 961,02 | 1 184,30 | 1 907,61 | 2 368,52 | 3 950,51 |
| 2006 | 899,10 | 1 040,67 | 1 469,09 | 2 130,43 | 2 654,13 | 4 492,21 |
| 2008 | 1 126,00 | 1 306,78 | 2 091,35 | 2 639,51 | 3 232,07 | 5 376,33 |
| 2010 | 1 317,00 | 1 478,70 | 2 020,13 | 2 906,78 | 3 543,50 | 5 850,66 |
| 2012 | 1 500,00 | 1 600,00 | 2 189,11 | 3 115,11 | 3 895,72 | 6 561,59 |
| 2014 | 1 680,00 | 1 718,00 | 2 469,47 | 3 291,56 | 4 107,72 | 6 917,23 |
| 2016 | 1 850,00 | 1 890,32 | 2 074,03 | 3 510,67 | 4 346,76 | 7 200,00 |
| 2018 | 2 100,00 | 2 224,17 | 2 379,66 | 4 094,98 | 5 003,78 | 8 239,84 |
| 2020 | 2 600,00 | 2 719,68 | b.d. | 4 702,66 | 5 748,24 | 9 384,92 |
| 2022 | 3 010,00 | 3 270,00 | b.d. | 5 701,62 | 7 001,28 | 11 554,60 |